# Hachim Maaroufou
Hachim Maaroufou (né le 13 février 1997 à Marseille), est un athlète franco-comorien, spécialiste des épreuves de sprint.

## Carrière
Hachim Maaroufou fait partie du relais français terminant quatrième de la finale du 4 x 100 mètres aux Championnats d'Europe espoirs d'athlétisme 2017 à Bydgoszcz.
Éligible à concourir sous les couleurs des Comores dans les compétitions internationales depuis le 9 février 2022, Hachim Maaroufou atteint en juin 2022 les demi-finales du 200 mètres aux Championnats d'Afrique d'athlétisme 2022 à Saint-Pierre. Il participe un mois plus tard aux 200 mètres masculin aux championnats du monde d'athlétisme 2022 à Eugene ; il est éliminé en séries  avec un temps de 20 s 91. Il est la même année demi-finaliste du 200 mètres aux Jeux de la solidarité islamique à Konya.
Il remporte la finale du 200 mètres aux Championnats de France d'athlétisme en salle 2023 à Aubière, avec un temps de 21 s 02 et en battant son record personnel en série en 20 s 96,.
Il conserve son titre l'année suivante à Miramas.
En juin 2024 à Douala, il termine 6ème des championnats d’Afrique sur 200m et atteint sa première finale continentale.
Il fait partie de la délégation des Comores aux Jeux olympiques d'été de 2024 à Paris, et en est même le porte-drapeau aux côtés de la nageuse Maesha Saadi.

## Palmarès
| Date | Compétition            | Lieu   | Résultat | Épreuve    | Temps   |
| ---- | ---------------------- | ------ | -------- | ---------- | ------- |
| 2024 | Championnats d'Afrique | Douala | 6e       | 200 mètres | 21 s 02 |

| Date | Compétition                     | Lieu    | Résultat | Épreuve    | Temps   |
| ---- | ------------------------------- | ------- | -------- | ---------- | ------- |
| 2022 | Championnats de France en salle | Miramas | 2e       | 200 mètres | 21 s 20 |
| 2023 | Championnats de France en salle | Aubière | 1er      | 200 mètres | 21 s 02 |
| 2024 | Championnats de France en salle | Miramas | 1er      | 200 mètres | 20 s 97 |